# 滨寿司
滨寿司（日语：はま寿司）是日本一家寿司連鎖企業。

## 历史
2002年在横滨市開張，2014年在中國大陸上海開出首店，之後又在广东省、重庆市、北京市開出40多家門店。2016年在臺灣開張，2023年在香港開張。

## 画廊

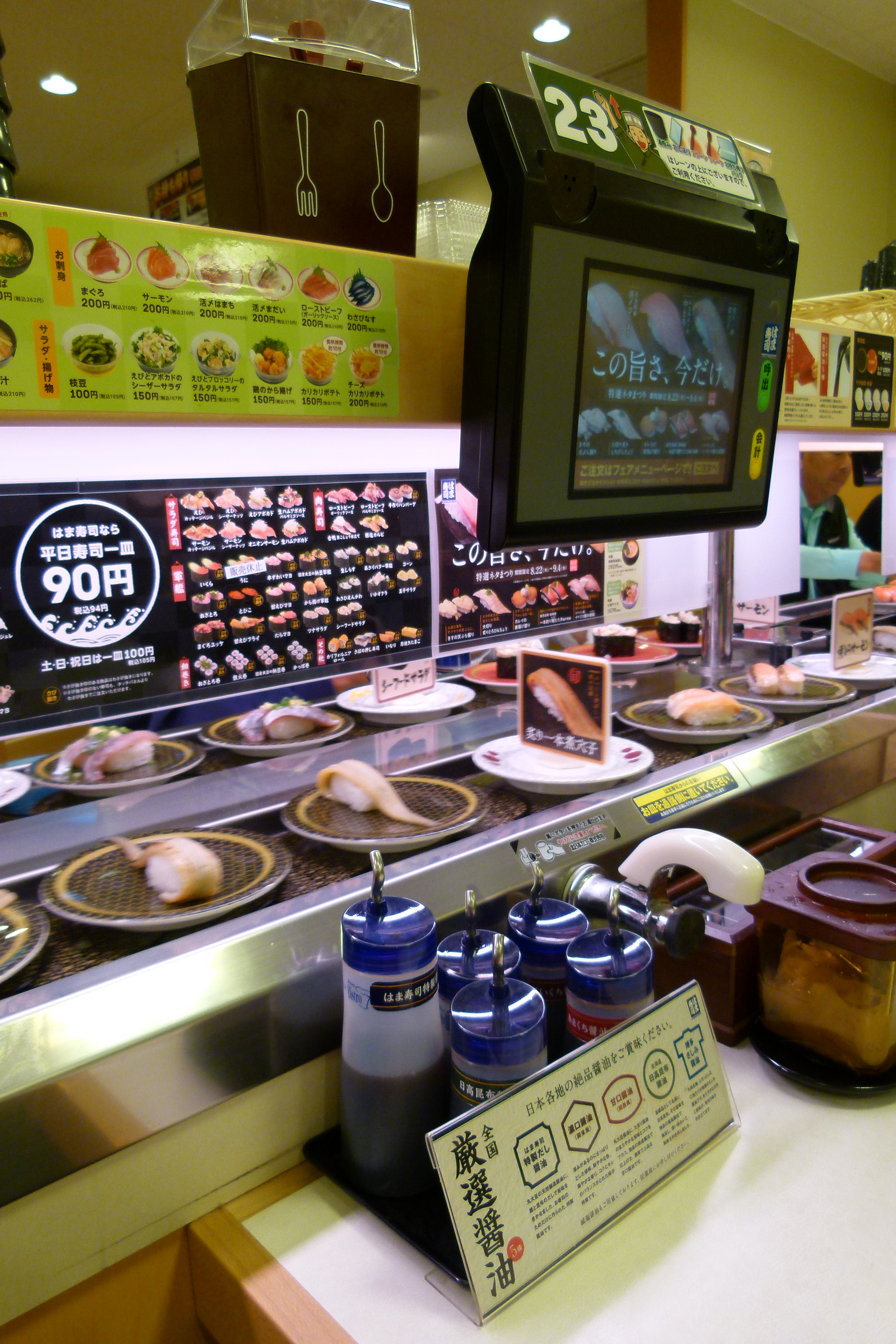
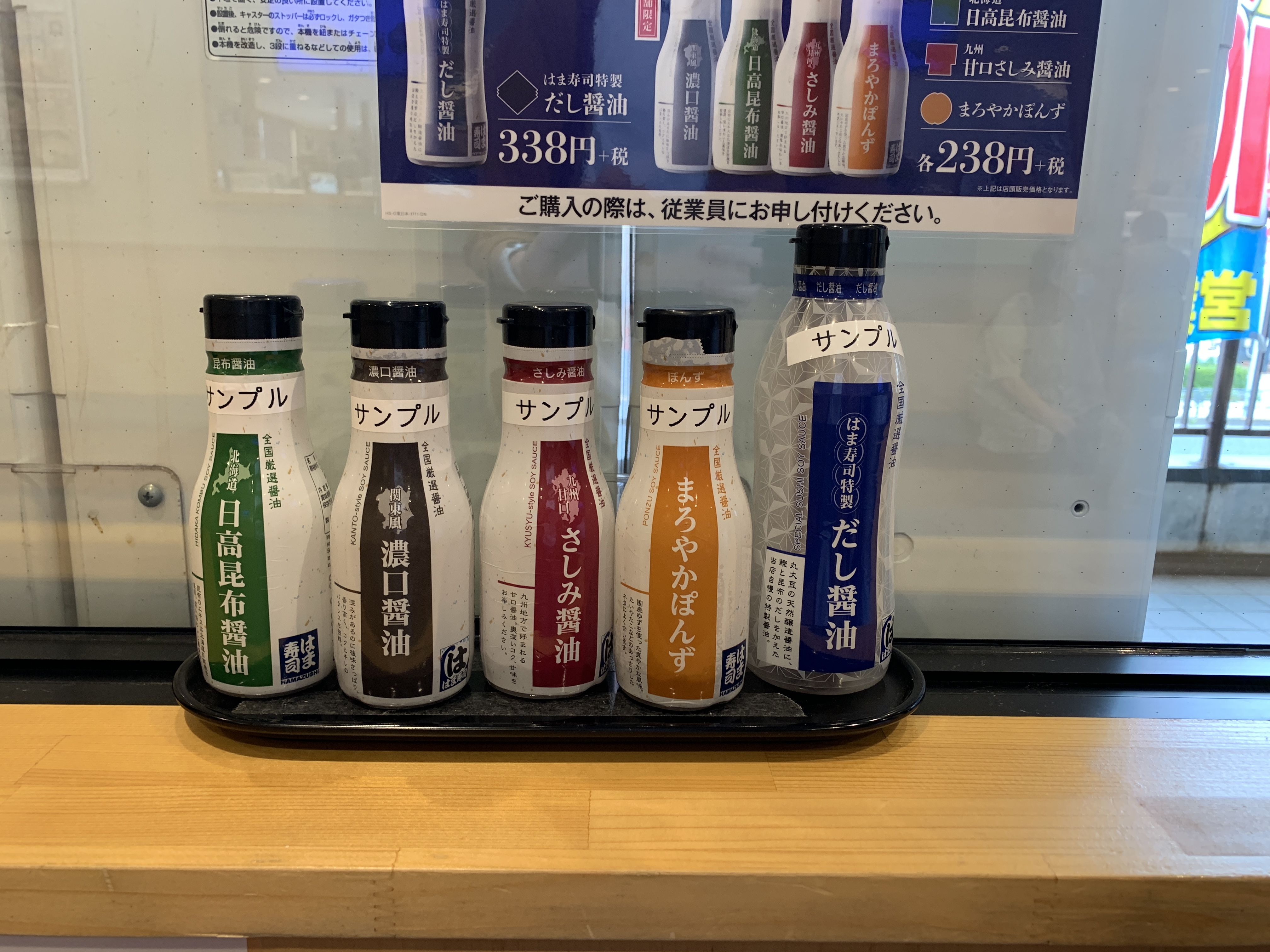
桌上的各种酱油
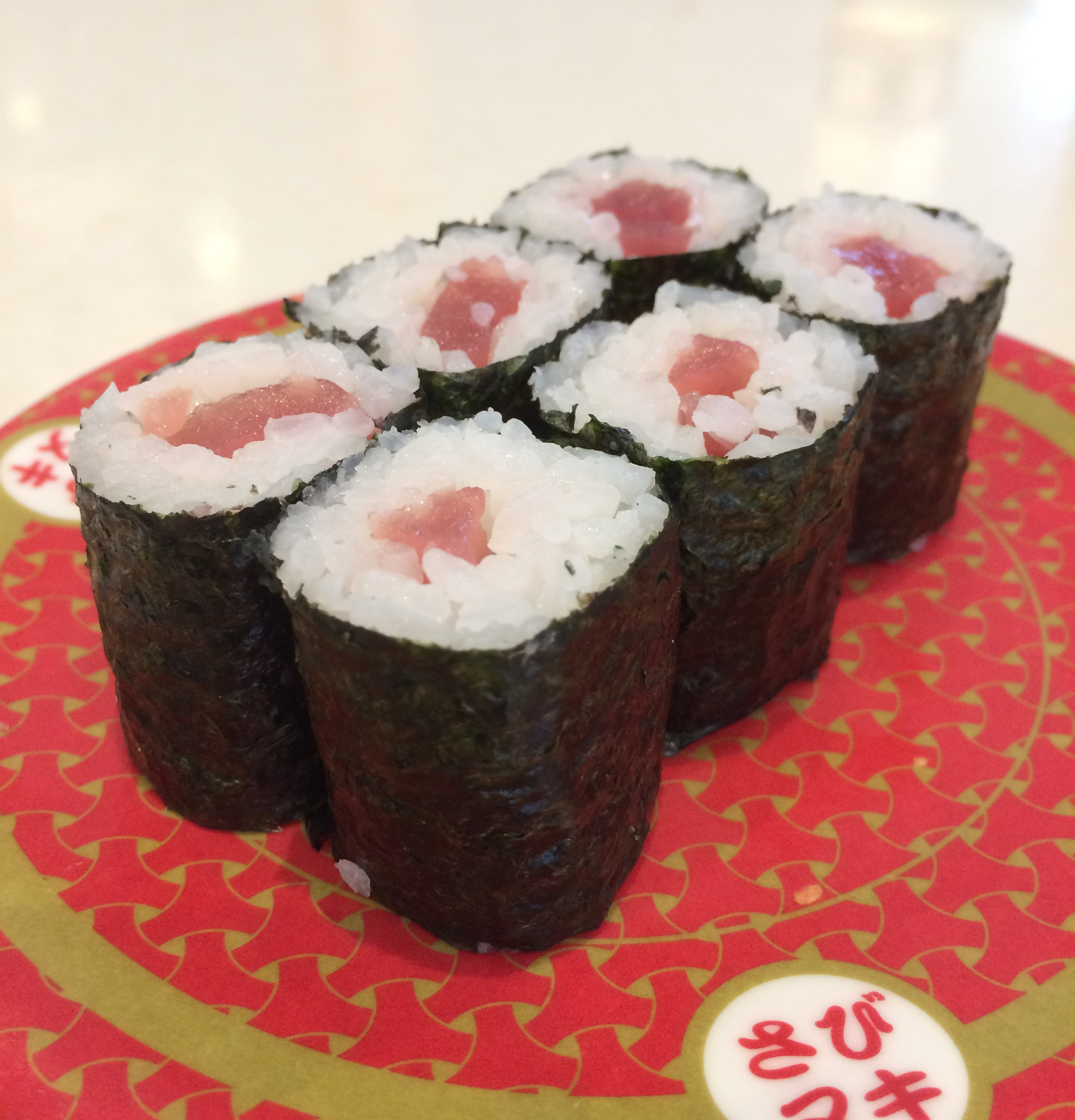
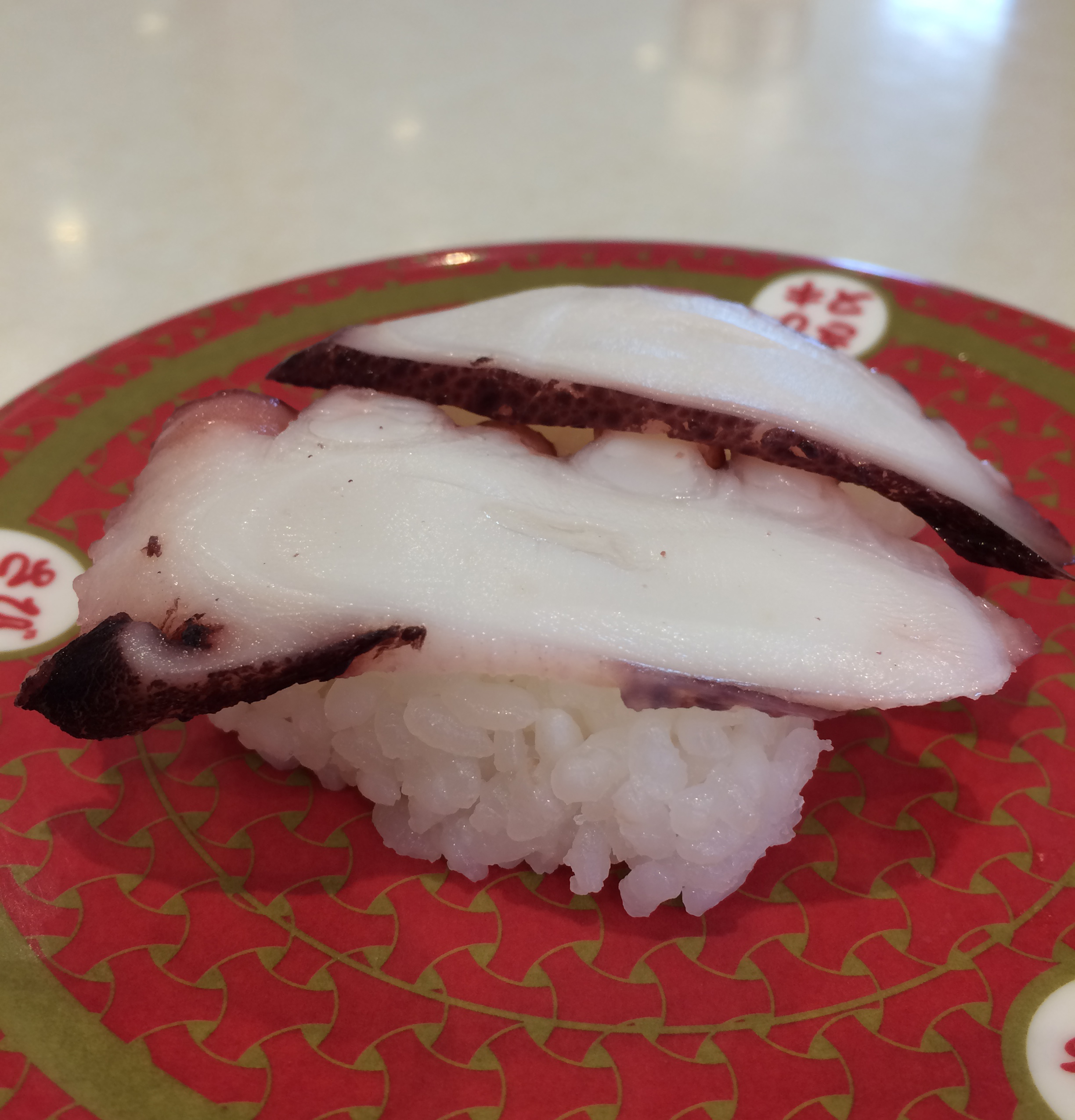
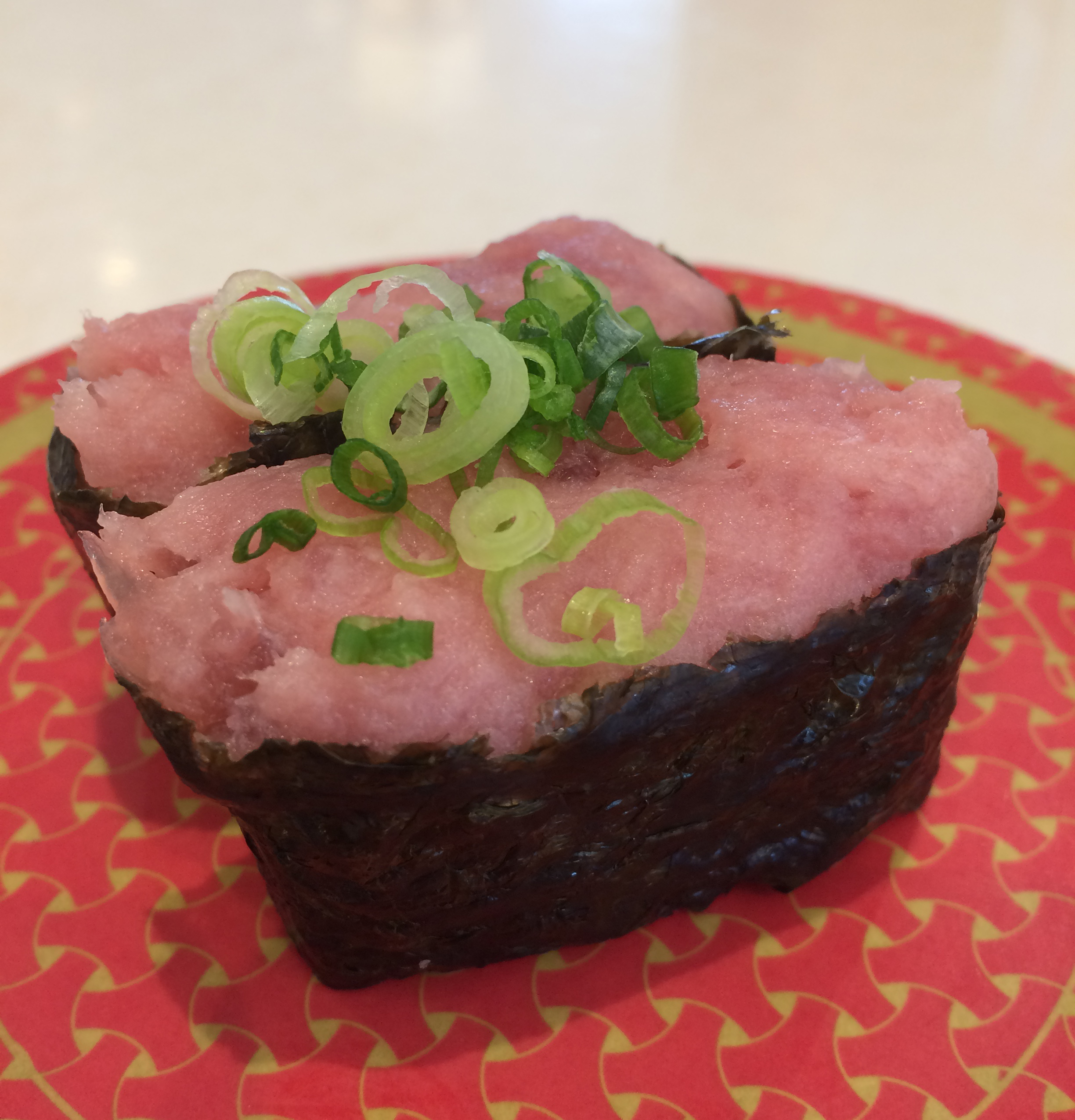
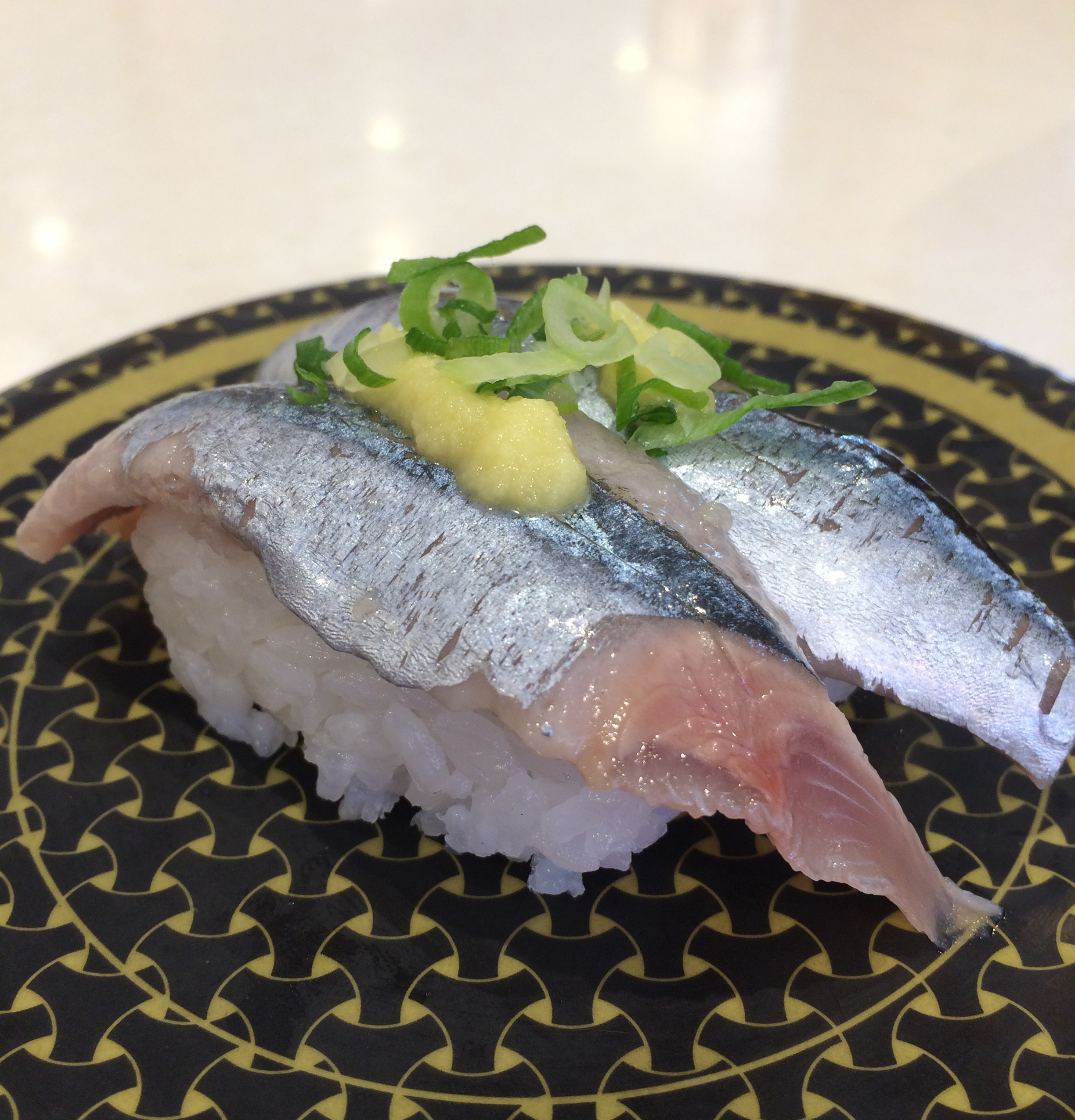
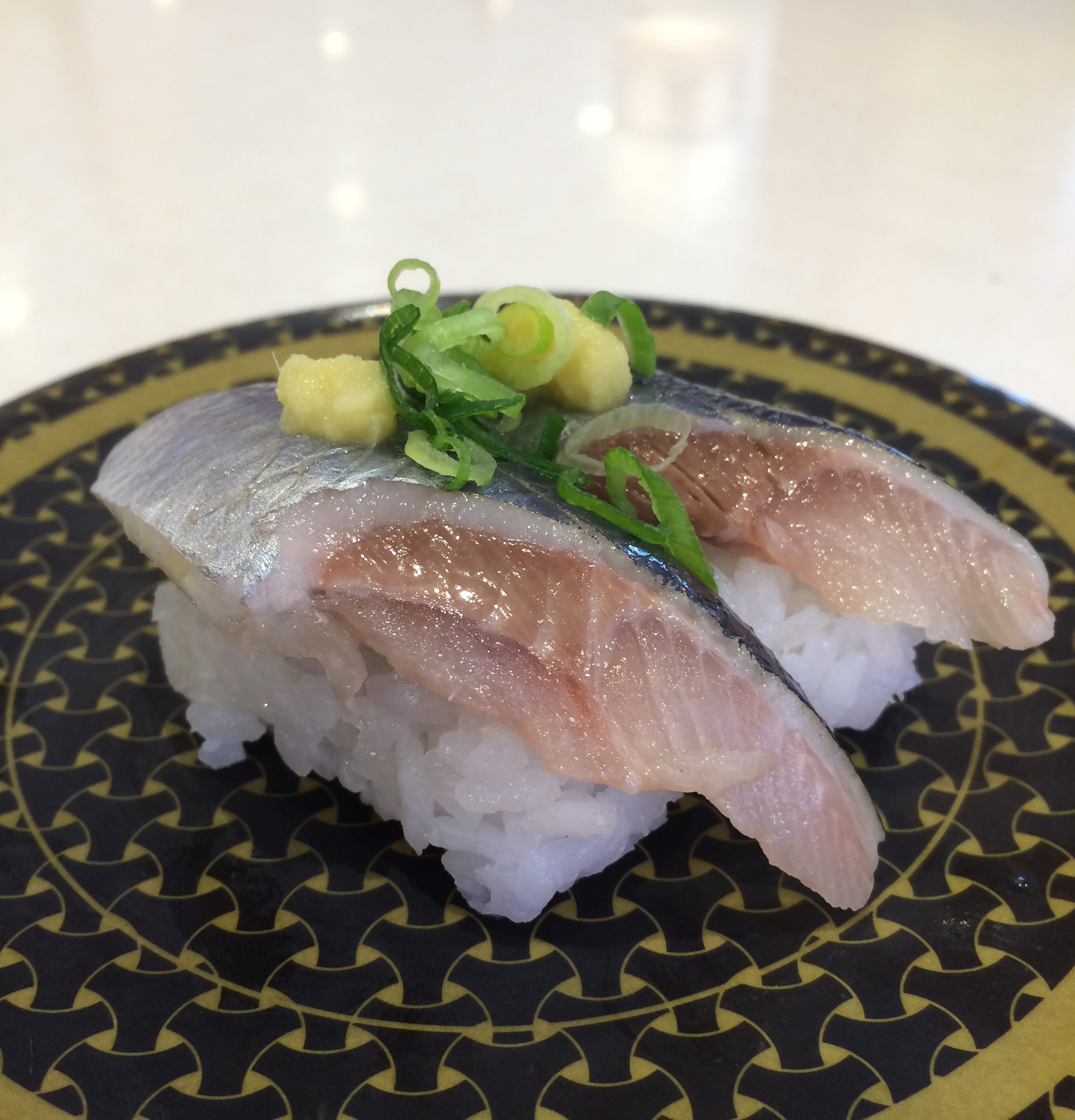
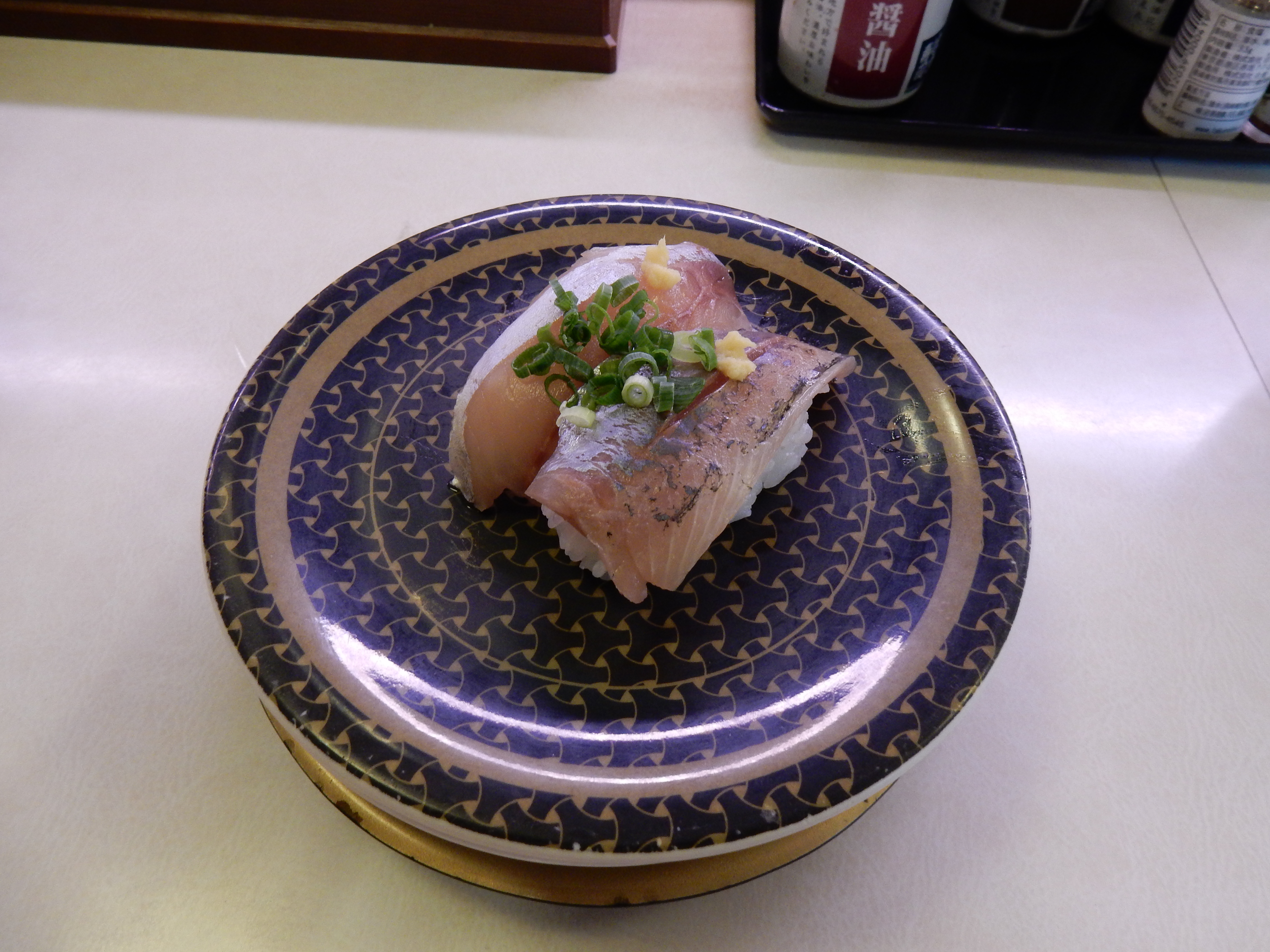
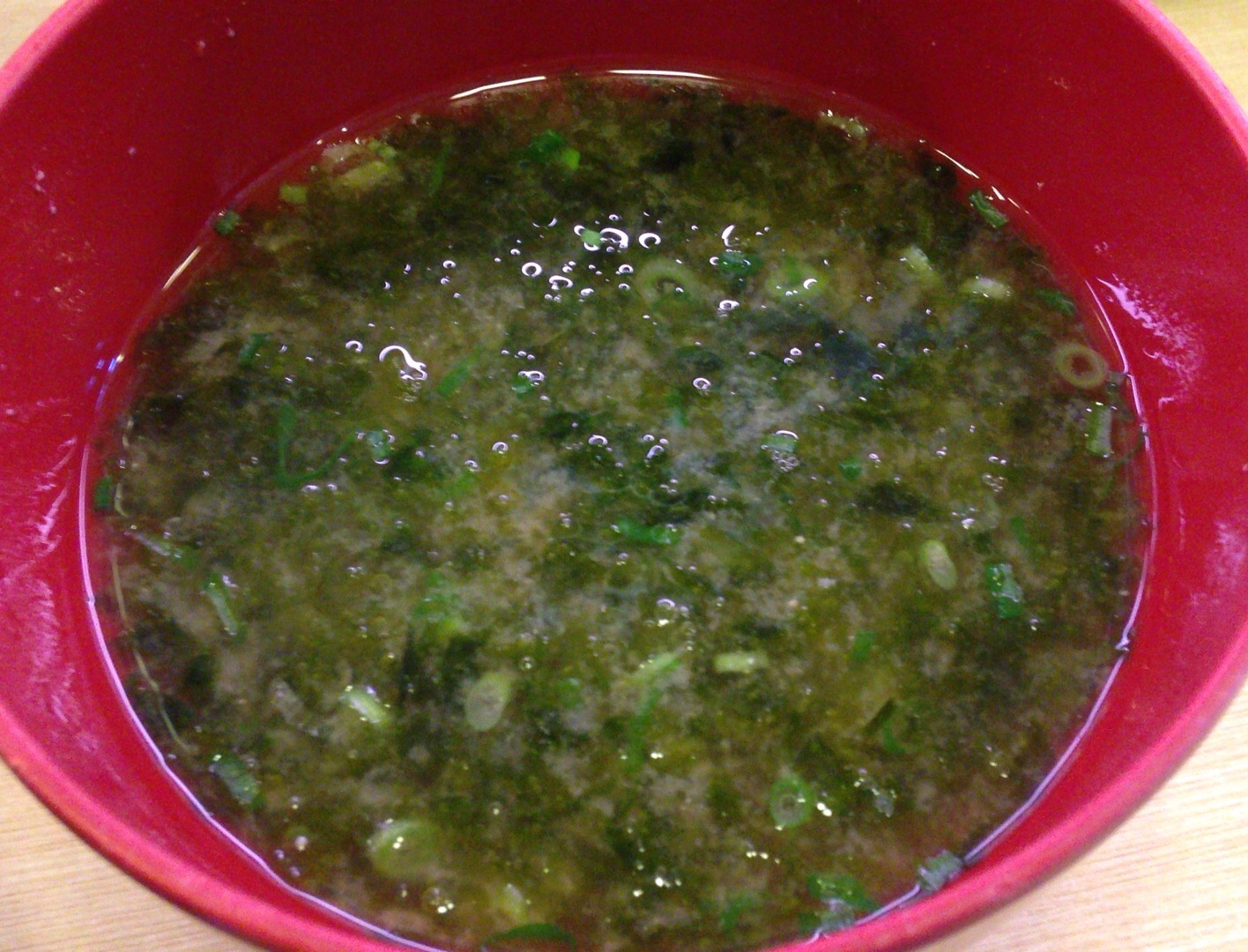